# Edizione italiana dei film di Stanlio & Ollio

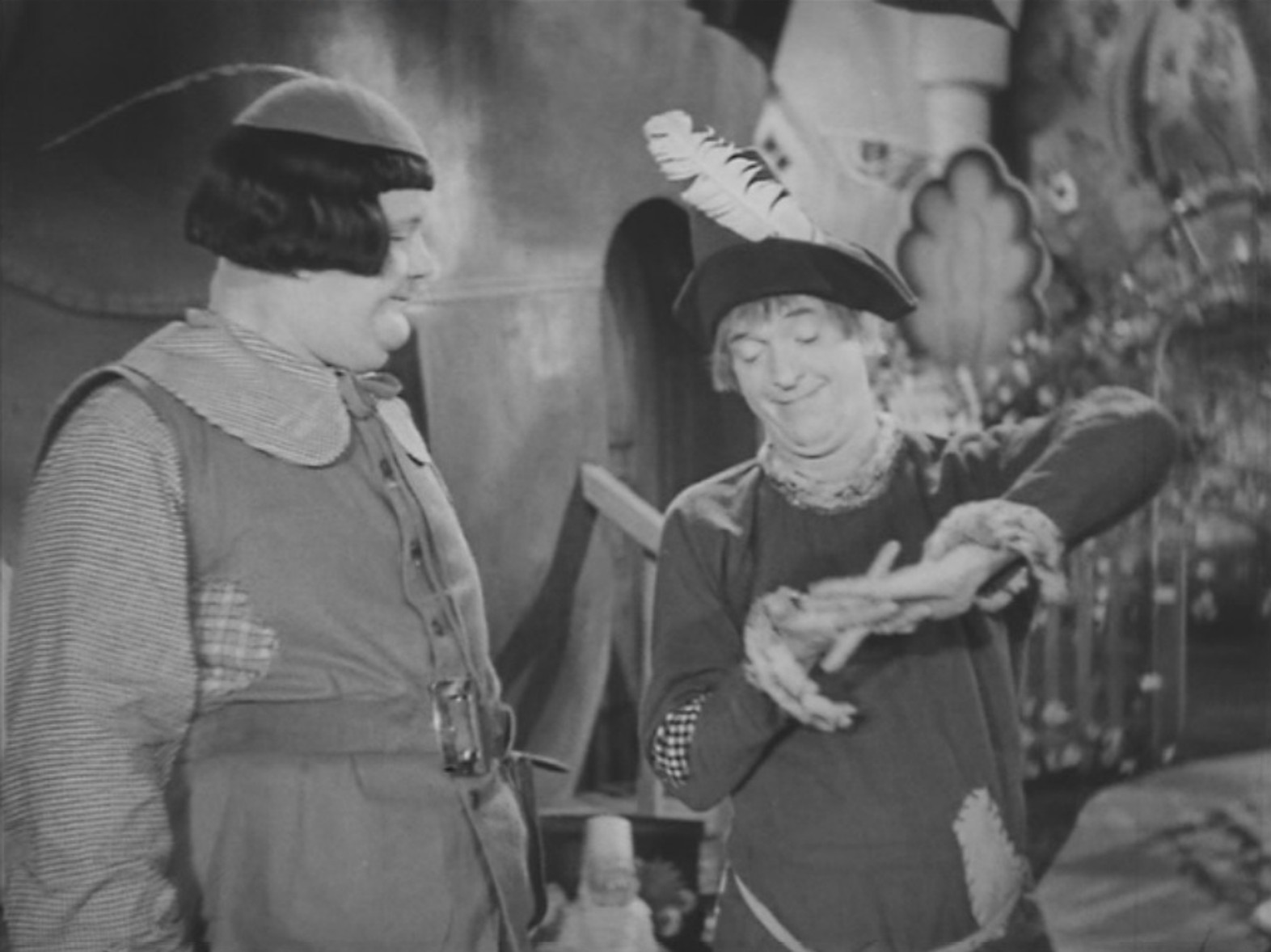
Laurel & Hardy nel film-operetta Nel paese delle meraviglie (1934)

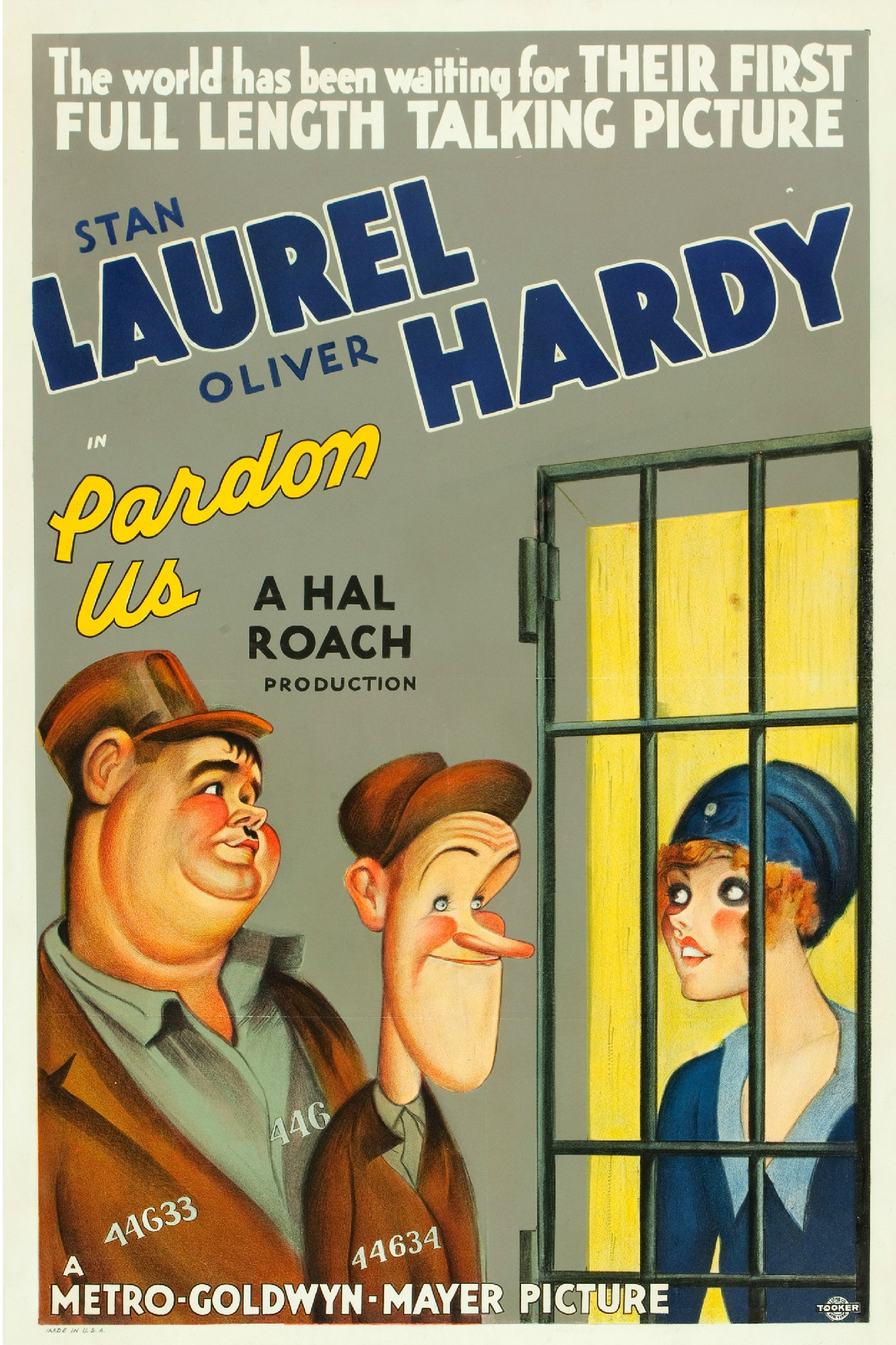
Locandina del film Muraglie (Pardon us), il primo lungometraggio di Laurel e Hardy (1931), che girarono anche in italiano.

La pagina illustra le caratteristiche particolari delle edizioni italiane dei film e le comiche di Stanlio & Ollio.

## I film girati "in italiano" da Laurel & Hardy (1930-31)
La caratteristica più distintiva delle edizioni italiane sonore dei film di Stanlio e Ollio è la loro parlata dal marcato accento anglosassone, con le toniche di certe parole spostate (come il noto stupìdo al posto di stupido) e varie altre storpiature sintattiche e fonetiche tipiche di un madrelingua inglese. Questa peculiarità ha origine ai tempi precedenti l'adozione del doppiaggio; nel 1929 la coppia, già popolare anche al di fuori degli Stati Uniti, produsse il loro primo film sonoro Non abituati come siamo, e il loro produttore Hal Roach era determinato a non perdere i notevoli guadagni derivanti da taluni mercati esteri, fra cui l'Italia, a causa della barriera linguistica. La soluzione fu, dopo aver filmato e montato la versione definitiva del film in inglese, di girare di nuovo, in prima persona le scene nelle varie lingue straniere; per il cast non protagonista furono utilizzate diverse soluzioni secondo le specifiche circostanze: più spesso sostituendolo con uno di attori madrelingua, talvolta doppiando dal vivo gli attori secondari più rappresentativi con voci fuori campo. o facendo recitare anch'essi in lingua straniera.
Le battute erano scritte in un'approssimata trascrizione fonetica su tabelloni posti dietro la cinepresa e registrate in presa diretta. Non avendo padronanza delle lingue straniere, gli attori venivano coadiuvati da traduttori madrelingua sul set, che adattavano i dialoghi e li istruivano sulla corretta pronuncia, scena per scena, subito prima di girare.
Con questo sistema, adottato tra il 1930 e il 1931 a partire dalla comica I ladroni (di cui fu anche prodotta una versione italiana), Laurel e Hardy girarono un totale di 10 corti e un lungometraggio multilingue in spagnolo, francese, tedesco, italiano e, in un caso, persino in esperanto. Non di ogni film fu prevista una versione in tutte le lingue. L'unico idioma sempre utilizzato fu lo spagnolo, mentre la produzione di film fonetici in italiano si limitò a un cortometraggio e un lungometraggio.
Elenco dei film di Stanlio e Ollio parlati da essi stessi in italiano
- I ladroni (Night Owls), regia di James Parrott (1930)[5]
- Muraglie (Pardon Us), regia di James Parrott (1931)[8][11]

In questa versione di Muraglie non fu prevista la scena dei galeotti nell'aula scolastica (presente nella versione inglese e nelle edizioni italiane successive).
Tra gli attori non protagonisti per la versione italiana di Muraglie figurò Guido Trento nel ruolo di direttore del carcere. Le copie di entrambi i film recitati direttamente in italiano dai due attori si ritengono andate perdute.

## Doppiaggio
(Hal Roach, cfr. Skretwedt, op.cit., p.215)
Il sistema di produzione dei film multilingua (non esclusivo di Laurel & Hardy) si rivelò da subito macchinoso e inefficiente, a causa degli altissimi costi (fino al triplo rispetto al solo film in inglese) e dei lunghi tempi di produzione richiesti, fino a mezz'ora di prove per ogni scena aggiuntiva e per ogni lingua, risultando pertanto gravoso per la troupe e il cast. Inoltre, se gli errori di pronuncia, nel caso di Stanlio e Ollio, contribuirono ad aumentare l'effetto comico e il successo al punto tale che questa caratteristica venne mantenuta di proposito in tutti i successivi doppiaggi italiani, per altre produzioni pregiudicarono gravemente la qualità del prodotto. Nel 1931 gli studi Roach produssero l'ultimo film multilingua Non c'è niente da ridere; a quel punto, con la disponibilità del doppiaggio (anche noto come post-sincronizzazione), i film vennero distribuiti solo in inglese e doppiati localmente.
Laurel e Hardy vennero doppiati in italiano, dal 1933, da numerose coppie di attori che si sono succedute per oltre 80 anni; in due casi, tuttavia, entrambi i personaggi furono doppiati dallo stesso attore:
Stan Laurel stesso descrisse in dettaglio il processo di lavorazione dei film girati in lingue multiple, in un'intervista:
"Prima giriamo il film in inglese, poi lo visioniamo e lo montiamo, pronto per la distribuzione. In questo modo sappiamo esattamente cosa utilizzeremo del girato; se non lo facessimo, ci ritroveremmo a girare di nuovo scene che poi non useremmo. Poi coinvolgiamo interpreti in francese, tedesco, italiano e spagnolo e facciamo tradurre loro i dialoghi (...) prepariamo il set per la prima scena. L'interprete ci legge la battuta in inglese, e poi ce la traduce in francese, ad esempio, e ce la scrive come a noi suona foneticamente. Ci è utile sapere il significato della battuta per la corretta intonazione.
Prepariamo la cinepresa e giriamo la versione francese della prima scena. Poi, senza spostare la cinepresa, rifacciamo la scena in tedesco. Ripetiamo la scena 4 volte prima di cambiare il set per quella successiva. Il pubblico straniero ci capisce alla perfezione, e penso che questo abbia contribuito al nostro successo. Quando poi andiamo a visitare quei luoghi [il pubblico] resta sorpreso nel constatare che noi non parliamo affatto la loro lingua!"
1. Mauro Zambuto (Stanlio) e uno studente sconosciuto[18] (Ollio) nei primi doppiaggi nel 1933-34.[11]
2. Derek Fortrose Allen (Stanlio) e Paolo Canali (Ollio) nel 1934-1935 secondo alcune fonti[3][21]
3. Carlo Cassola (Stanlio) e Paolo Canali (Ollio) dal 1934 (o 1935) al 1938.[6][11][18]
4. Mauro Zambuto (Stanlio) e Alberto Sordi (Ollio), dal 1939 al 1951.[6][11][18]
5. Cooperativa di doppiatori sconosciuti in Spagna nel 1942-1943.[22]
6. Fiorenzo Fiorentini (Stanlio) e Carlo Croccolo (Ollio), dal 1950 al 1953.[3][18]
7. Carlo Croccolo (entrambi i personaggi) in alcuni doppiaggi degli anni 1950-1960.[18]
8. Elio Pandolfi (Stanlio) e Pino Locchi (Ollio), 1957-1958.[3][18]
9. Marzio Margine (Stanlio) e Luciano Tempesta (Ollio), 1966-1967 nella serie animata.
10. Franco Latini (entrambi i personaggi), 1966-1967 nella serie animata.
11. Franco Latini (Stanlio) e Carlo Croccolo (Ollio), in alcuni cortometraggi dal 1968 al 1971.[3][18]
12. Enzo Garinei (Stanlio) e Giorgio Ariani (Ollio), dal 1985 al 2008.[3][18]
13. Luigi Parisi (Stanlio) e Alessandro Capelloni (Ollio), 1992.
14. Giorgio Melazzi (Stanlio) ed Enrico Maggi (Ollio), 1992.

### 1933 - 1934: Zambuto e uno studente sconosciuto

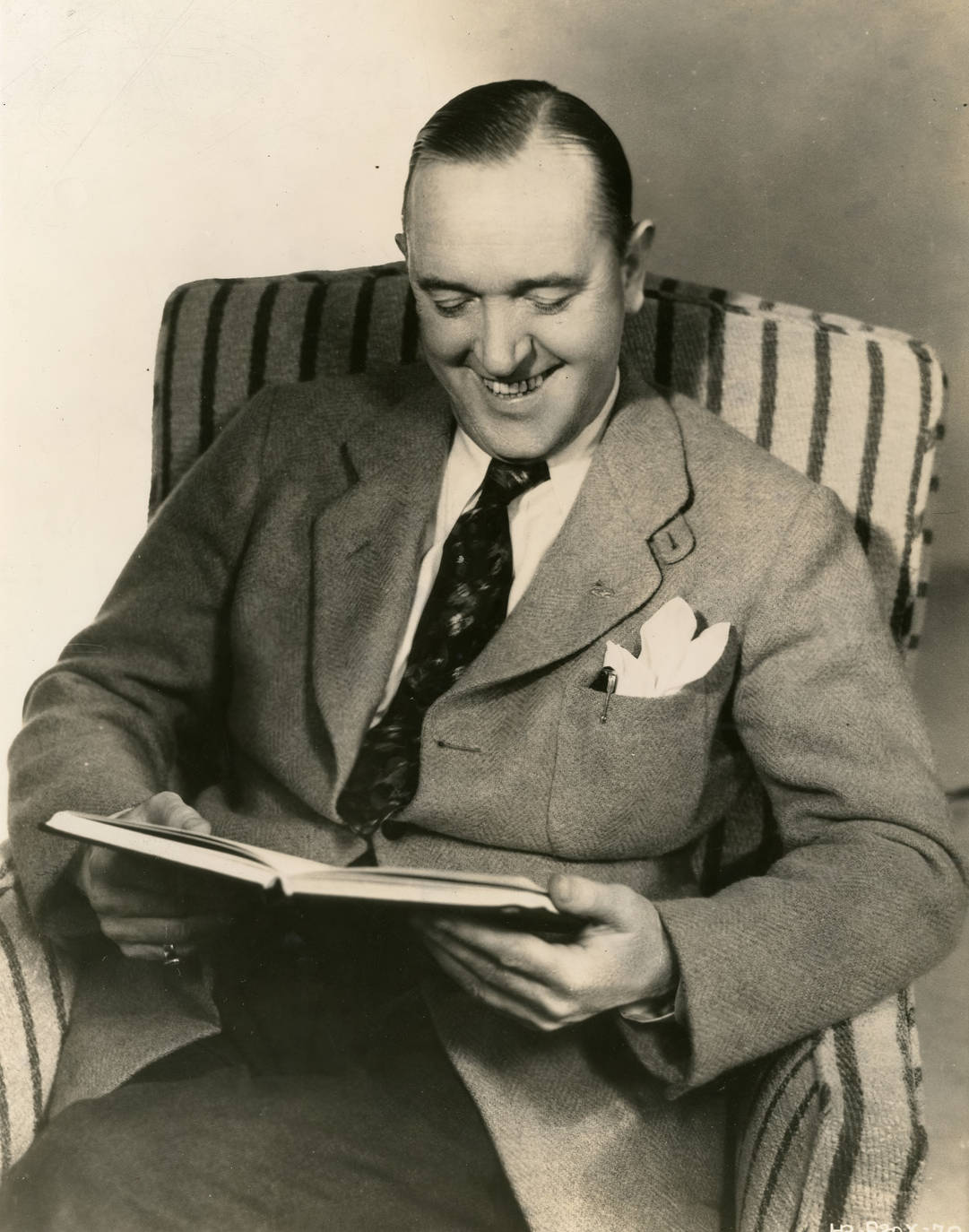
Stan Laurel

Nel 1933 la MGM, casa di distribuzione dei film della coppia, fondò il primo studio di post-sincronizzazione a Roma, per produrre la versione italiana dei propri titoli, affidando il ruolo di direttore generale a Fritz Curioni e quello di direttore artistico ad Augusto Galli.  Nello stesso anno arrivò il primo film da doppiare, appena uscito negli Stati Uniti, intitolato Fra Diavolo. Per dirigere il doppiaggio, Galli contattò il regista Gero Zambuto. Fu qui che Galli (supportato da Curioni), sostenne l'idea di mantenere le pronunce approssimative e gli errori. Mauro Zambuto, figlio di Gero e candidato al doppiaggio di Laurel concordò con l'impostazione e superò i provini. Per Hardy venne scritturato uno studente italoamericano di cui non è nota l'identità.
Una volta doppiato, pubblicizzato e distribuito, il 27 gennaio 1934, Fra Diavolo riscosse un apprezzabile successo, consolidando la popolarità di Stanlio e Ollio in Italia (che d'ora in avanti saranno conosciuti con questi nomi, proprio perché usati a partire da questo titolo). Anni dopo Zambuto ricordò di aver doppiato in questo periodo, oltre a "Fra Diavolo", anche "un paio di altri film" dei quali tuttavia non seppe ricordare i titoli. 
Elenco dei film di Stanlio e Ollio doppiati dalla coppia Zambuto/studente sconosciuto
- Fra Diavolo (The Devil's Brother), regia di Hal Roach e Charley Rogers (1933)

Questa prima versione, oggi perduta, si distinse anche per la partecipazione di un cantante professionista per doppiare le parti musicate di Dennis King, interprete del personaggio di Fra Diavolo. Tuttavia le fonti non sono concordi su chi fosse e indicano alternativamente il baritono Giuseppe de Luca o il tenore Beniamino Gigli.

### 1934 - 1935: Fortrose Allen e Canali (o Cassola e Canali)
Secondo la storiografia prevalente, a metà del 1934, lo studente italoamericano rimasto ignoto abbandonò l'attività e così anche Zambuto, prima per studio, poi per obblighi militari. Le voci di Laurel e Hardy sarebbero passate quindi al giovane Paolo Canali, ventitreenne londinese e a un certo Derek Fortrose Allen che, insieme avrebbero doppiato il solo lungometraggio La grande festa.
Altre fonti contestano l'esistenza di Fortrose Allen, considerato un personaggio inesistente, frutto di un articolo giornalistico a sua volta ritenuto apocrifo; a suffragio di questa ipotesi, sostenuta dall'esperto di cinema e doppiaggio Lorenzo Bassi vi è il ritrovamento di una copia del film (ritenuto perduto prima del 2024), in cui sono chiaramente riconoscibili già le voci di Cassola e Canali.
Elenco dei film di Stanlio e Ollio doppiati dalla coppia Fortrose Allen/Canali (o Cassola/Canali)
- La grande festa (Hollywood Party), Registi vari (1934)

### 1934 (o 1935) - 1938: Cassola e Canali
Nel 1935 anche Allen lasciò per essere sostituito da Carlo Cassola (sempre in coppia con Canali). Fino al 1938 sarà la voce italiana di Stanlio. Cassola e Canali prestarono la voce a Laurel e Hardy nei seguenti film e comiche:
Elenco dei film di Stanlio e Ollio doppiati dalla coppia Cassola/Canali
- I monelli (Brats), regia di James Parrott (1930)
- Sotto zero (Below Zero), regia di James Parrott (1930)
- Il compagno B (Pack Up Your Troubles), regia di George Marshall e Raymond McCarey (1932)
- Precipitati in un buco (Towed in a Hole), regia di George Marshall (1932)
- Anniversario di nozze (Twice Two), regia di James Parrott (1933)
- I figli del deserto (Sons of the Desert), regia di William A. Seiter (1933)
- Nel paese delle meraviglie (Babes in Toyland), regia di Charley Rogers e Gus Meins (1934)
- La grande festa (Hollywood Party), registi vari (1934)
- Gli allegri scozzesi (Bonnie Scotland), regia di James W. Horne (1935)
- Noi siamo zingarelli (The Bohemian Girl), regia di James W. Horne e Charley Rogers (1936)
- Allegri gemelli (Our Relations), regia di Harry Lachman (1936)
- Scegliete una stella (Pick a Star), regia di Edward Sedgwick (1937)
- I fanciulli del West (Way Out West), regia di James W. Horne (1937)

Di questi doppiaggi, al 2022 sono sopravvissuti soltanto quelli dei Fanciulli del West, dei cortometraggi I monelli e Sotto zero oltre a un breve frammento di I figli del deserto;  si tratta dei più datati ad oggi disponibili. Verso il 1935, Cassola e Canali incisero anche dischi a 78 giri dove impersonavano Stanlio e Ollio.

### 1939 - 1951: Zambuto e Sordi

Alberto Sordi (voce di Ollio dal 1939 al 1951) e Mauro Zambuto (voce di Stanlio dal 1933 al 1934 e dal 1939 al 1951) durante una sessione di doppiaggio del film Noi siamo le colonne

Nel 1938, in seguito alla distribuzione italiana dei Fanciulli del West, Cassola e Canali lasciarono il doppiaggio. A questo punto, Mauro Zambuto riprese il ruolo di doppiatore di Stanlio. Per la nuova voce di Ollio, alla quale erano inoltre richieste doti canore per gli intermezzi musicali, la MGM decise di indire un concorso, vinto da un giovane e ancora sconosciuto Alberto Sordi. Come egli stesso ebbe a raccontare nel programma televisivo Laurel & Hardy - Due teste senza cervello, si presentò alle audizioni forte dei suoi studi di canto lirico, ma privo di esperienza specifica di doppiaggio e con poche aspettative di successo, considerata la concorrenza di professionisti affermati del settore; fu il direttore della MGM a ritenere le sue qualità canore (di cui anche Hardy era dotato), il suo registro basso e il timbro di voce «caldo e pastoso» un connubio ideale per la notevole mole del personaggio (nonostante la voce di Hardy fosse in realtà di registro tenorile); fu dunque scritturato, debuttando nel ridoppiaggio della comica Sotto zero nel 1939, seguita dal lungometraggio I diavoli volanti nel 1941.
L'interpretazione vocale di Zambuto (che modificò l'impostazione dei primi suoi doppiaggi, ammorbidendo l'accento anglosassone e definendo maggiormente il falsetto e la voce di testa di Stanlio) e quella vocale e canora di Sordi li resero tra i doppiatori più popolari e prolifici (con 42 film doppiati fino al 1951) e contribuirono a consolidare la fama di Laurel e Hardy in Italia. Tra questi furono compresi anche ridoppiaggi di vecchie colonne italiane andate perdute, o di cui non si detenevano i diritti. Il lavoro venne effettuato per lo più alla Fono Roma. Le musiche di sottofondo furono solitamente composte da Umberto Mancini.
Come conseguenza delle sanzioni economiche all'Italia fascista e della seconda guerra mondiale, l'importazione in Italia di film americani fu bloccata per molto tempo; gli studi italiani dovettero chiudere fino al 1945, quando Zambuto e Sordi, riprendendo l'attività si trovarono con una gran quantità di titoli arretrati da doppiare. Erano frattanto divenuti membri della neonata società C.D.C. (Cooperativa Doppiatori Cinematografici). D'ora in avanti, i doppiaggi dei film stranieri vennero curati direttamente da società come questa e non più dalle case produttrici.
Nel frattempo Sordi, che si stava affermando anche come personaggio in radio, doppiò Hardy nei film Il ritorno del kentuckiano nel 1949 e La gioia della vita l'anno dopo.
Elenco dei film di Stanlio e Ollio doppiati dalla coppia Zambuto/Sordi
- Tempo di pic-nic (A Perfect Day), regia di James Parrott (1929)
- Sotto zero (Below Zero), regia di James Parrott (1930)
- Un marito servizievole (Hog Wild), regia di James Parrott (1930)
- Un nuovo imbroglio (Another Fine Mess), regia di James Parrott (1930)
- Andiamo a lavorare (One Good Turn), regia di James W. Horne (1931)
- I due legionari (Beau Hunks), regia di James W. Horne (1931)
- Un salvataggio pericoloso (Come Clean!), regia di James W. Horne (1931)
- Muraglie (Pardon Us), regia di James Parrott (1931)
- La scala musicale (The Music Box), regia di James Parrott (1932)
- Il circo è fallito (The Chimp), regia di James Parrott (1932)
- Il compagno B (Pack Up Your Troubles), regia di George Marshall e Raymond McCarey (1932)
- Ospiti inattesi (Scram!), regia di Ray McCarey (1932)
- Ospedale di contea (County Hospital), regia di James Parrott (1932)
- Noi e il piccolo Slim (Their First Mistake), regia di George Marshall (1932)
- Buone vacanze (Towed in a Hole), regia di George Marshall (1932)
- La ronda di mezzanotte (The Midnight Patrol), regia di Lloyd French (1933)
- Lavori in corso (Busy Bodies), regia di Lloyd French (1933)
- Fra' Diavolo (The Devil's Brother), regia di Hal Roach e Charley Rogers (1933). In questa seconda versione fu il baritono Tito Gobbi a doppiare le parti cantate di Dennis King.[28]
- Alchimia (Dirty Work), regia di Lloyd French (1933)
- Il regalo di nozze (Me and My Pal), regia di Lloyd French e Charley Rogers (1933)
- I figli del deserto (Sons of the Desert), regia di William A. Seiter (1933)
- Annuncio matrimoniale (Oliver The Eighth), regia di Lloyd French (1934)
- Vita in campagna (Them Thar Hills), regia di Charley Rogers (1934)
- Andando a spasso (Going Bye-Bye!), regia di Charley Rogers (1934)
- Nel paese delle meraviglie (Babes in Toyland), regia di Gus Meins e Charley Rogers (1934)
- Il fantasma stregato (The Live Ghost), regia di Charley Rogers (1934)
- Questione d'onore (Tit for Tat), regia di Charley Rogers (1935)
- Allegri poeti (The Fixer-Uppers), regia di Charley Rogers (1935)
- Fratelli di sangue (Thicker Than Water), regia di James W. Horne (1935)
- La ragazza di Boemia (The Bohemian Girl), regia di James W. Horne e Charley Rogers (1936)
- Avventura a Vallechiara (Swiss Miss), regia di John G. Blystone (1938)
- Venti anni dopo (Block-Heads), regia di John G. Blystone (1938)
- I diavoli volanti (The Flying Deuces), regia di A. Edward Sutherland (1939)
- Noi siamo le colonne (A Chump at Oxford), regia di Alfred Goulding (1940)
- C'era una volta un piccolo naviglio (Saps at Sea), regia di Gordon Douglas (1940)
- Ciao amici! (Great Guns), regia di Monty Banks (1941)
- Sim salà bim (A-Haunting We Will Go), regia di Alfred Wecker (1942)
- Il nemico ci ascolta (Air Raid Wardens), regia di Edward Sedgwick (1943)
- Gli allegri imbroglioni (Jitterbugs), regia di Malcolm St. Clair (1943)
- Sempre nei guai (Nothing But Trouble), regia di Sam Taylor (1944)
- I toreador (The Bullfighters), regia di Malcolm St. Clair (1945)
- Atollo K (Atoll K), regia di Léo Joannon (1951)

Alcuni dei datati doppiaggi di Zambuto e Sordi sono perduti o disponibili in versioni rimaneggiate e spesso di cattiva qualità a causa del deterioramento del materiale d'epoca.

### 1942 - 1943: Cooperativa di doppiatori sconosciuti in Spagna
Mauro Zambuto riferì dell'esistenza di una cooperativa di attori improvvisati (dei quali non sono note le identità), attiva in Spagna verso il 1942-1943, durante il blocco dell'importazione di film stranieri a causa della guerra, che doppiò il lungometraggio Sim salà bim. Sempre secondo Zambuto, questa versione non fu mai distribuita nelle sale a causa della scarsa qualità (era stato giudicato invendibile dalla Fox); il film fu quindi ridoppiato da egli stesso e Sordi nel dopoguerra (anche questa versione è andata perduta).
Elenco dei film di Stanlio e Ollio doppiati dalla cooperativa di attori spagnoli
- Sim salà bim (A-Haunting we will go), regia di Alfred Wecker (1942)[23]

### 1949 - 1953: Fiorentini e Croccolo
Zambuto e Sordi terminarono di doppiare Stanlio e Ollio nel novembre 1951, per il film Atollo K, l'ultimo lungometraggio dei due comici, co-prodotto tra Francia, Inghilterra e Italia. Sordi intraprese una carriera radiofonica e cinematografica; Zambuto si trasferì negli Stati Uniti nel 1952, rimanendo nell'ambiente del cinema per alcuni anni e infine dedicandosi a una carriera accademica e di ricerca.
Un anno prima del loro ultimo lavoro, venne doppiato per la O.D.I. (Organizzazione Doppiatori Internazionali, concorrente della C.D.C.) un lungometraggio intitolato I fratellini, composto da un rimontaggio di più cortometraggi, con alcuni dialoghi adattati ove necessario per fornire continuità allo svolgersi degli eventi. A prestare le voci furono Fiorenzo Fiorentini per Stan e Carlo Croccolo per Oliver. A fornire le musiche di sottofondo, fu lo stesso compositore dei doppiaggi di Zambuto e Sordi, Umberto Mancini.
Nel 1949 uscì nelle sale italiane una riedizione di Allegri gemelli, ancora con le voci di Fiorentini e Croccolo, che sostituì il primo doppiaggio di Cassola e Canali.
Carlo Croccolo in alcuni film doppiò sia Ollio che Stanlio: grazie alla sua impostazione e alla sua versatilità, divenne a quel punto la voce ufficiale di Oliver Hardy.
Elenco dei film di Stanlio e Ollio doppiati dalla coppia Fiorentini/Croccolo
- I monelli (Brats), regia di James Parrott (1930)
- I ladroni (Night Owls), regia di James Parrott (1930)
- Un altro bel pasticcio (Another Fine Mess), regia di James Parrott (1930)
- L'eredità (The Laurel & Hardy Murder Case), regia di James Parrott (1930)
- La bugia (Be Big!), regia di James W. Horne e James Parrott (1931)
- Non c'è niente da ridere (Laughing Gravy), regia di James W. Horne (1931)
- Lo scimpanzé (The Chimp), regia di James Parrott (1932)
- Annuncio matrimoniale (Oliver the Eighth), regia di Lloyd French (1933)
- Allegri gemelli (Our Relations), regia di Harry Lachman (1936)

Elenco dei film di Stanlio e Ollio doppiati dal solo Croccolo
- Lavori forzati (The Hoose-Gow), regia di James Parrott (1929)
- I ladroni (Night Owls), regia di James Parrott (1930)
- L'eredità (The Laurel & Hardy Murder Case), regia di James Parrott (1930)
- Ollio sposo mattacchione (Zenobia), regia di Gordon Douglas (1939) (film senza Laurel)

### 1957 - 1958: Pandolfi e Locchi
Tra il 1957 e il 1958, dopo la partenza di Sordi e Zambuto, alla C.D.C. altri due attori doppiarono tre lungometraggi rimasti (tra cui Allegri eroi, già doppiato da Cassola e Canali): Elio Pandolfi (Stanlio) e Pino Locchi (Ollio).
Elenco dei film di Stanlio e Ollio doppiati dalla coppia Pandolfi/Locchi
- Allegri eroi (1935) Regia di James W.H. Horne
- La bomba comica (1958) regia di Mack Sennet
- L'allegro mondo di Stanlio e Ollio (1965) regia di Robert Youngson
- SOS Stanlio & Ollio (1969) regia di Robert Youngson

### 1966 - 1967: Margine e Tempesta / Latini (serie animata)
Tra il 1966 e il 1967 la Hanna-Barbera produsse una serie animata di 148 episodi con protagonisti Laurel e Hardy. In italiano furono doppiati in alternanza tra Marzio Margine (Stanlio) e Luciano Tempesta (Ollio), o Franco Latini (entrambi i personaggi).
Elenco dei film di Stanlio e Ollio doppiati dalla coppia Margine/Tempesta e dal solo Latini
- Stanlio & Ollio (serie animata) (1966-1967)

### 1968 - 1971: Latini e Croccolo

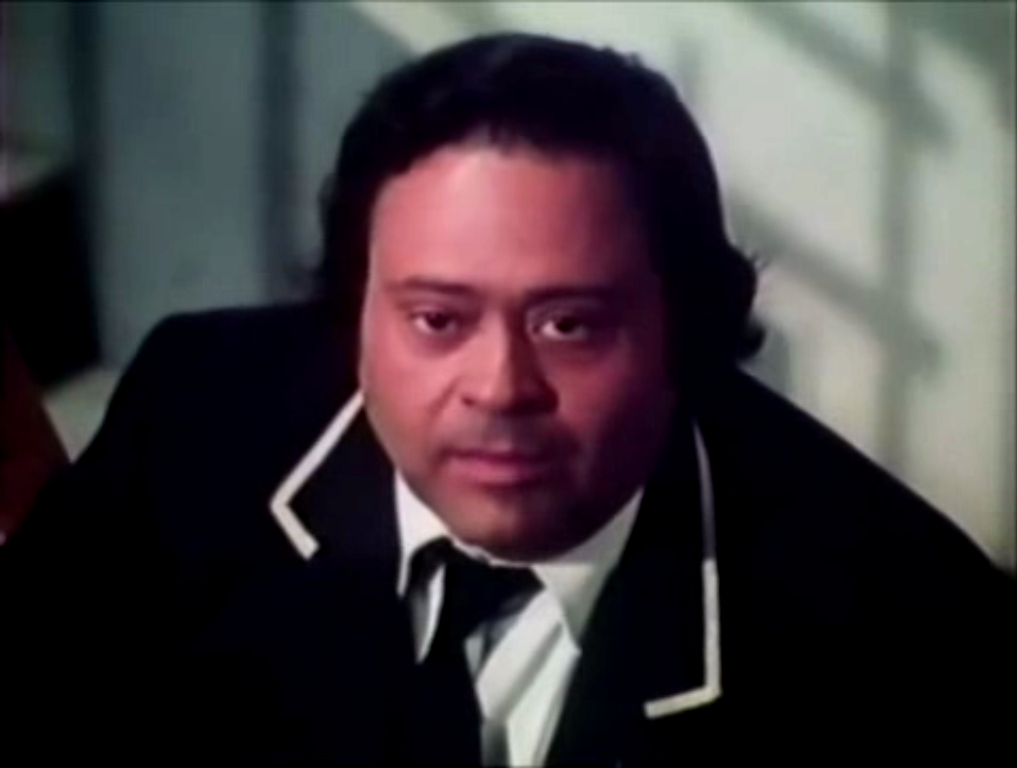
Franco Latini prestò la voce a Stanlio, in coppia con Croccolo tra il 1968 e il 1971.

Verso la metà degli anni 1960, la Rai acquistò i diritti dei film di Laurel & Hardy e fece doppiare alcuni inediti, o ridoppiare alcuni titoli, laddove non se ne poteva acquisire la colonna sonora a causa del deterioramento di quella originale, o per restituire l'"unicità" ad alcuni cortometraggi doppiati per le antologie (nei quali si era creata spesso una "falsa continuità"). I master acquistati provennero dalle copie inglesi, in alcuni casi non integrali, come ne La sbornia.
Il doppiaggio italiano venne realizzato ancora dalla O.D.I. A Franco Latini, quotato professionista e voce di cartoni animati come Paperino o la banda Looney Tunes, fu affidato Stan Laurel. Insieme a Croccolo doppiò 26 titoli, di cui 25 cortometraggi e il solo mediometraggio I due legionari.
Elenco dei film di Stanlio e Ollio doppiati dalla coppia Latini/Croccolo
- Tempo di pic-nic (A Perfect Day), regia di James Parrott (1929)
- Concerto di violoncello (Berth Marks), regia di Lewis R. Foster (1929)
- I due ammiragli (Men 'O War), regia di Lewis R. Foster (1929)
- Lavori forzati (The Hoose-Gow), regia di James Parrott (1929)
- Sotto zero (Below Zero), regia di James Parrott (1930)
- La sbornia (Blotto), regia di James Parrott (1930)
- I vagabondi (The Laurel & Hardy Murder Case), regia di James Parrott (1930)
- La bugia (Be Big!), regia di James W. Horne e James Parrott (1931)
- I polli tornano a casa (Chickens Come Home), regia di James W. Horne (1931)
- Un salvataggio pericoloso (Come Clean!), regia di James W. Horne (1931)
- La sposa rapita (Our Wife), regia di James W. Horne (1931)
- I due legionari (Beau Hunks), regia di James W. Horne (1931)
- Tutto in ordine (Helpmates), regia di James Parrott (1932)
- Pugno di ferro (Any Old Port!), regia di James W. Horne (1932)
- La scala musicale (The Music Box), regia di James Parrott (1932)
- Ospedale di contea (County Hospital), regia di James Parrott (1932)
- Un'idea geniale (Their First Mistake), regia di George Marshall (1932)
- Due come noi (Twice Two), regia di James Parrott (1933)
- Lavori in corso (Busy Bodies), regia di Lloyd French (1933)
- Sporco lavoro (Dirty Work), regia di Lloyd French (1933)
- Regalo d'onore (Me and My Pal), regia di Charley Rogers e Lloyd French (1933)
- Annuncio matrimoniale (Oliver the Eighth), regia di Lloyd French (1934)
- Andando a spasso (Going Bye-Bye!), regia di Charley Rogers (1934)
- Vita in campagna (Them Thar Hills), regia di Charley Rogers (1934)
- Gelosia (The Fixer-Uppers), regia di Charley Rogers (1935)

### 1985 - 2008: Garinei e Ariani
Nel 1985, Il giornalista Rai Giancarlo Governi realizzò un documentario TV biografico sui due comici dal titolo Laurel & Hardy - Due teste senza cervello; si recò negli USA, contattò l'anziano Hal Roach e altri collaboratori ancora in vita e, oltre a intervistarli per i contenuti del programma, acquisì i diritti di trasmissione di alcuni film inediti in Italia. Per doppiarli, vennero scelti Enzo Garinei (Stanlio) e Giorgio Ariani (Ollio) che, già dal 1983, si esibivano in un omaggio dedicato alla coppia Laurel & Hardy in spettacoli televisivi come Ci pensiamo lunedì e dal vivo. Convocati per la trasmissione di Governi, Garinei e Ariani iniziarono a sonorizzare le comiche mute leggendo le didascalie per poi passare ai film sonori. Nel corso del 1986 doppiarono otto cortometraggi e i film Allegri amici, Allegri gemelli, Allegri eroi, I fanciulli del West, Ciao amici! e Il grande botto, in alcuni casi perché i doppiaggi esistenti erano rovinati, oppure erano scaduti i termini di diritti d'autore.
Le voci di Garinei e Ariani sono presenti anche nel breve sketch di Scegliete una stella, ne L'albero in provetta (per la sola risata di Ollio) e per l'unica porzione trasmessa in italiano del cortometraggio promozionale I gioielli rubati. In occasione della trasmissione di Governi, furono doppiate anche alcune interviste, l'intermezzo musicale di Sotto zero e il finale dei Diavoli volanti. La nuova colonna musicale fu curata da Piero Montanari.
Tra il 1991 e il 1992, epoca in cui la Rai deteneva i diritti di distribuzione per le videocassette VHS, vennero ridoppiati anche alcuni cortometraggi, come La scala musicale e Ospedale di contea.
I doppiaggi di Garinei e Ariani si distinsero per gli adattamenti di alcuni dialoghi italiani (curati da Guido Leoni, già adattatore dei telefilm La tata e Pappa e ciccia) spesso poco aderenti a quelli originali. Parte della critica notò come queste modifiche comportano uno stravolgimento dei personaggi di Stanlio e Ollio, facendoli esprimere in maniera spesso lontana dallo stile che concepiva Stan Laurel e dai doppiaggi italiani precedenti.
Nel 2003, in occasione di una riedizione di alcuni film su Mediaset, Garinei e Ariani furono chiamati a ridoppiare due lungometraggi della Fox la cui traccia di Zambuto e Sordi era ormai introvabile da decenni: Sim salà bim e I Toreador. Il nuovo doppiaggio fu effettuato presso la Sefit-CDC di Roma e diretto da Alessandro Rossi. Per le stesse ragioni, a maggio e giugno del 2008 Garinei e Ariani eseguirono il ridoppiaggio del film Maestri di ballo della Fox presso lo studio Video Sound Service; l'edizione venne curata da Ludovica Bonanome.
Elenco dei film sonori di Stanlio e Ollio doppiati dalla coppia Garinei/Ariani
Giorgio Ariani doppiò nella fine degli anni ottanta tutte le comiche mute di Stanlio e Ollio per conto della Rai, assieme a Enzo Garinei. La direzione fu affidata a Giancarlo Governi; ciascuna comica venne sonorizzata con la dizione da parte dei due della traduzione italiana delle didascalie mute, accompagnate per tutta la durata dalle musiche di Piero Montanari.
- Agli ordini di sua altezza (Double Whoopee), regia di Lewis R. Foster (1929)
- Non abituati come siamo (Unaccustomed As We Are), regia di Lewis R. Foster (1929)
- L'esplosione (They Go Boom), regia di James Parrott (1929)
- Un marito servizievole (Hog Wild), regia di James Parrott (1930)
- Un nuovo bell'imbroglio (Another Fine Mess), regia di James Parrott (1930)
- Andiamo a lavorare (One Good Turn), regia di James W. Horne (1931)
- Questione d'onore (Tit for Tat), regia di Charley Rogers (1935)
- Allegri eroi (Bonnie Scotland), regia di James W. Horne (1935)
- Allegri gemelli (Our Relations), regia di Harry Lachman (1936)
- Allegri vagabondi (Way Out West), regia di James W. Horne (1937)
- Scegliete una stella (Pick a Star), regia di Edward Sedgwick (1937)
- Ciao amici! (Great Guns), regia di Monty Banks (1941)
- Sim salà bim (A-Hauting We Will Go), regia di Alfred Wecker (1942)
- I maestri di ballo (The Dancing Masters), regia di Malcolm St. Clair (1943)
- Il grande botto (The Big Noise), regia di Malcolm St. Clair (1944)
- I toreador (The Bullfighters), regia di Malcolm St. Clair (1945)

Elenco dei film muti sonorizzati dalla coppia Garinei/Ariani (seconda metà degli anni 1980)
- Cane fortunato (The lucky dog), regia di Jess Robbins (1921)
- Zuppa d'anatra (Duck Soup), regia di Fred Guiol (1927)
- Mogli sfuggenti (Slipping Wives), regia di Fred Guiol (1927)
- Amale e piangi (Love'em and Weep), regia di Fred Guiol (1927)
- Perché le ragazze amano i marinai (Why Girls Love Sailors?), regia di Fred Guiol (1927)
- Con amore e fischi (With Love and Hisses), regia di Fred Guiol (1927)
- Come mi pento (Sugar Daddies), regia di Fred Guiol (1927)
- Marinai in guardia (Sailors Beware - Ships Hero), regia di Hal Yates (1927)
- I due galeotti (The Second Hundred Years), regia di Fred Guiol (1927)
- Una famiglia di matti (Call of the Cuckoo), regia di Clyde Bruckman (1927)
- I detective pensano? (Do Detectives Think?), regia di Fred Guiol (1927)
- Metti i pantaloni a Philip (Putting Pants on Philip), regia di Clyde Bruckman (1927)
- La battaglia del secolo (The Battle of the Century), regia di Clyde Bruckman (1927)
- Lasciali ridendo (Leave'em Laughing), regia di Clyde Bruckman (1928)
- Elefanti che volano (Flying Elephants), regia di Frank Butler (1928)
- Il tocco finale (The Finishing Touch), regia di Clyde Bruckman (1928)
- Pranzo di gala (From Soup to Nuts), regia di Edgar Kennedy (1928)
- Musica classica (You're Darn Tootin'), regia di Edgar Kennedy (1928)
- Una bella serata (Their Purple Moment), regia di James Parrott (1928)
- Gli uomini sposati devono andare a casa? (Should Married Men go Home?), regia di James Parrott (1928)
- Le ore piccole (Early to Bed), regia di Emmett J. Flynn (1928)
- Marinai a terra (Two Tars), regia di James Parrott (1928)
- Habeas corpus, regia di James Parrott e Leo McCarey (1928)
- Noi sbagliamo (We Faw Down - We Slip Up), regia di Leo McCarey (1928)
- Libertà (Liberty), regia di Leo McCarey (1929)
- Blueboy, un cavallo per un quadro (Wrong Again), regia di Leo McCarey (1929)
- Ecco mia moglie (That's My Wife), regia di Lloyd French (1929)
- Affari in grande (Big Business), regia di James W. Horne (1929)
- La capra Penelope (Angora Love), regia di Lewis R. Foster (1929)
- Squadra sequestri (Bacon Grabbers), regia di Lewis R. Foster (1929)

### 1992: Parisi e Capelloni

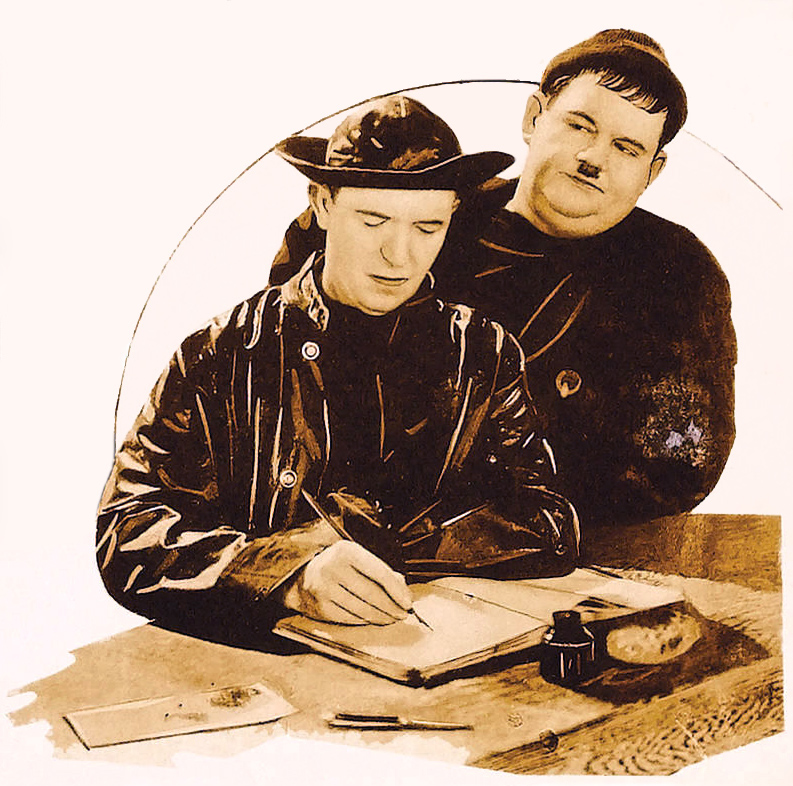
Stan Laurel e Oliver Hardy in una fotografia di Pugno di ferro (Any Old Port!, 1932)

Nel 1992, per un'edizione in home video di Armando Curcio Editore, Luigi Parisi e Alessandro Capelloni doppiarono la versione integrale di Allegri gemelli (le versioni precedenti erano pervenute tagliate). Si tratta dell'unica versione italiana completa esistente.
Elenco dei film di Stanlio e Ollio doppiati dalla coppia Parisi/Capelloni
- Allegri gemelli (Our Relations), regia di Harry Lachman (1936)

### 1992: Melazzi e Maggi
Nel 1992, per una riedizione in home video, Giorgio Melazzi ed Enrico Maggi ridoppiarono 4 cortometraggi.
Elenco dei film di Stanlio e Ollio doppiati dalla coppia Melazzi/Maggi
- L'eredità (The Laurel & Hardy Murder Case), regia di James Parrott (1930)
- La scala musicale (The Music Box), regia di James Parrott (1932)
- Ospedale di contea (County Hospital), regia di James Parrott (1932)
- Anniversario di nozze (Twice Two), regia di James Parrott (1933)

## Nella televisione e nel commercio italiano

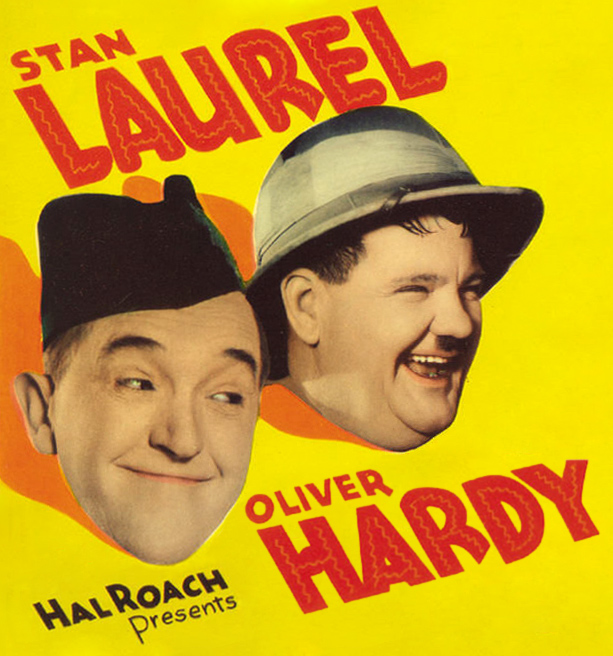
Stan Laurel e Oliver Hardy in un poster originale del film Gli allegri Scozzesi (Bonnie Scotland - 1935)

In Italia il duraturo successo di Stanlio e Ollio è testimoniato dalle frequenti riproposizioni su diversi canali televisivi. Alla fine degli anni 1960 la Rai iniziò a trasmettere i cortometraggi della coppia, con il doppiaggio di Franco Latini e Carlo Croccolo, mentre dalla seconda metà degli anni 1980, mandò anche in onda le comiche mute sonorizzate dalle musiche di Piero Montanari e dal doppiaggio degli intertitoli di Garinei e Ariani.
Dai primi anni 2000 le reti Mediaset acquisirono i diritti per trasmettere tutte le comiche e i film di Stanlio e Ollio, a eccezione di Atollo K, fino al 2011, quando i diritti tornarono alla Rai, che li trasmise su Rai 3 e Rai Movie nel contenitore Per ridere insieme con Stanlio e Ollio.
Per quanto riguarda la distribuzione in home video e DVD, le comiche e i film di Stanlio e Ollio vennero pubblicati da diverse case di distribuzione, specie per le videocassette, usando spesso master di scarsa qualità o tagliati. Per la distribuzione in DVD, i marchi sono Elleu Multimedia, Bibax e Stormovie. La prima si interessò solo dei lungometraggi, a volte allegando qualche cortometraggio muto dei due protagonisti quando non erano ancora insieme, come The Home Wrecker o Should Sailors Marry? La seconda produsse un maggior numero di copie, vendendo sia tutti i lungometraggi di Stanlio e Ollio in bianco e nero che gran parte delle comiche sonore (e qualcuna muta). I master tuttavia non sono restaurati. La Stormovie nella seconda metà del 2000 commerciò versioni di qualità più alta di alcuni lungometraggi di Stanlio e Ollio, come Noi siamo zingarelli (1936) o Noi siamo le colonne (1940), con audio restaurato.

### Nei film colorizzati
Quando negli anni 1980 si iniziò a colorizzare digitalmente i vecchi film in bianco e nero, anche molti titoli di Laurel & Hardy furono sottoposti a tale procedimento. Il primo corto ricolorato fu Tutto in ordine, il primo lungometraggio I fanciulli del West. In Italia, grazie alle trasmissioni su Rai 2 prima (nel ciclo Quando ridere faceva ridere), e poi su Italia 1 (Attenti a quei due!) e Rete 4, furono trasmesse 35 comiche e undici lungometraggi. I doppiaggi della coppia Croccolo - Latini fu la più ricorrente nei cortometraggi, quelli di Zambuto - Sordi nei lungometraggi. Furono inoltre colorati e trasmessi anche Attenti al clic e Zenobia - Ollio sposo mattacchione: il primo appartiene alla filmografia delle Piccole canaglie (dove Stanlio e Ollio compaiono in un breve cameo), il secondo è la riedizione dove Ollio fu doppiato da Carlo Croccolo.

### Film di montaggio italiani

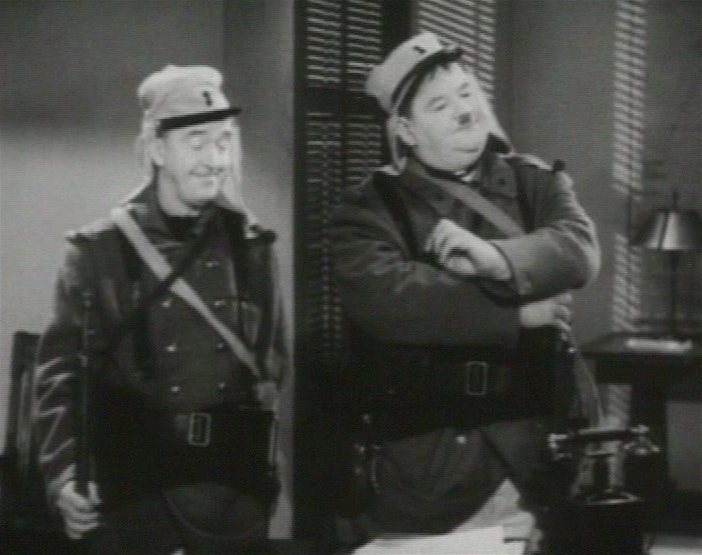
Stanlio e Ollio nel film I diavoli volanti (1939)

Nell'ambito di localizzazione, traduzione, doppiaggio e adattamento delle pellicole statunitensi, gli editori italiani crearono numerosi film di montaggio, in particolare da cortometraggi, con titoli e abbinamenti nuovi.
Di seguito un elenco di queste opere di montaggio italiane:
- Aiutate la barca! (1931)
- Africa... che barba! (1932)
- Lui e l'altro (1935), comprende il cortometraggio Lavori in corso e spezzoni del lungometraggio Il compagno B. Il film fu riedito nel 1966 con lo stesso titolo e con lo stesso doppiaggio di Zambuto e Sordi in VHS e poi in DVD.
- Fuori da quelle muraglie (1946), comprende i cortometraggi Andando a spasso, Ospedale di contea e Vita in campagna.
- Piano... forte (1947), comprende i cortometraggi La scala musicale e Ospiti inattesi, entrambi ridotti di durata.
- Via Convento (1947) lega tra loro i cortometraggi Il regalo di nozze, Ospiti inattesi e Andiamo a lavorare.
- Non andiamo a lavorare (o Andiamo a lavorare) (1947) lega tra loro i cortometraggi Annuncio matrimoniale, Lavori in corso e Alchimia.
- Abbasso le donne (1947), è composto di tre cortometraggi. Spezzoni dei primi due episodi (Tutto in ordine e Un salvataggio pericoloso), il cui doppiaggio originale è andato perduto, sono presenti nell'antologia italiana Tutto il mondo ride. Il terzo cortometraggio fu invece conservato e uscì successivamente in VHS con il titolo Noi e il piccolo Slim.
- I fratellini (1950), lega fra loro i cortometraggi I monelli, I ladroni, Non c'è niente da ridere e L'eredità. Nel 1964 fu riedito con il titolo I vagabondi.
- Le due mogli di Ollio (1950) lega tra loro i cortometraggi Un marito servizievole e Fratelli di sangue. Considerato perduto, fu ritrovato e proiettato in versione restaurata presso il cinema Trevi di Roma nel maggio 2015.[51]
- Tutto il mondo ride (1952) lega fra loro i cortometraggi Tutto in ordine e Un salvataggio pericoloso.
- Stanlio & Ollio teste dure, una riedizione di Venti anni dopo contenente come introduzione il cortometraggio muto Pie-Eyed (con protagonista il solo Laurel).
- Le avventure di Stanlio e Ollio (1958) lega tra loro i cortometraggi Sotto zero, Un nuovo imbroglio e Il circo è fallito. È stato riedito nel 1965 come Stanlio e Ollio eroi del circo.[52]
- Allegri poeti (1959), lega fra loro i cortometraggi Tempo di pic-nic e Gelosia.
- Il vascello stregato (1959), lega fra loro i cortometraggi Questione d'onore e Il fantasma stregato.
- Legione straniera (1959 o 1961) lega fra loro i cortometraggi Il regalo di nozze e I due legionari. Il film è abbinato al cartone animato italiano Pulcinella Cetrulo d'Acerra. Del film c'è stata una riedizione nel 1970 col titolo Allegri legionari.
- Ridiamo con Stanlio & Ollio (1960) lega fra loro i cortometraggi Lo scimpanzé e Annuncio matrimoniale.
- Le disavventure di Stanlio & Ollio (1960) lega fra loro i cortometraggi La bugia e Un nuovo imbroglio.
- Vi faremo ridere... Stanlio & Ollio (1961) abbinato al cartone animato Gatti... Sorci... in allegria.
- Stanlio & Ollio alla riscossa (1962) lega fra loro i cortometraggi Trainati in un buco, I monelli, i ladroni e Fratelli di sangue.
- Stanlio & Ollio ereditieri (1963) lega fra loro i cortometraggi Questione d'onore, Ronda di mezzanotte, Non c'è niente da ridere e L'eredità.
- Stanlio & Ollio in vacanza (1964) lega fra loro i cortometraggi Tempo di pic-nic, Un marito servizievole, Il fantasma stregato, Gelosia e Andiamo a lavorare (che manca dell'introduzione).
- I vagabondi (1964) riedizione dei Fratellini del 1950.
- Stanlio e Ollio eroi del circo (1965) include i corti Sotto zero, Un nuovo bell'imbroglio, Ospiti inattesi, Andiamo a lavorare.
- Gli allegri legionari (1967) lega fra loro i cortometraggi Il regalo di nozze, I due legionari, La scala musicale e Un salvataggio pericoloso. Il doppiaggio è di Croccolo e Latini.
- Gli allegri passaguai (1967) lega fra loro i cortometraggi Annuncio matrimoniale, Un nuovo imbroglio, Alchimia e La bugia.
- Il magro, il grasso, il cretino (1968 o 1970) lega fra loro i cortometraggi Tutto in ordine, Vita in campagna, Gelosia e Un'idea geniale.
- Per qualche merendina in più (1970) lega fra loro i cortometraggi I ladroni, Tempo di pic-nic, La bugia e Annuncio matrimoniale.
- Gli allegri play boy (1972) lega fra loro i cortometraggi Lavori in corso e Il compagno B.
- Gli allegri passaguai (1989) lega tra loro i cortometraggi Tempo di pic-nic, Lavori forzati, I due ladroni, Un altro bel guaio, L'eredità, Un marito servizievole, La bugia, Sporco lavoro. Il film è un'antologia distribuita dalla collana Cinehollywood: prego sorrida!
- Stanlio e Ollio - Le comiche di Natale (1991), raccolta delle comiche Venti anni dopo, Tempo di pic-nic, Gelosia, I monelli e Marinai a terra.
- Il meglio di Stanlio & Ollio (1995), raccolta delle comiche Andiamo a lavorare, Tempo di pic-nic, Un marito servizievole e Il fantasma stregato, distribuita dalla Avo Film in VHS.